# Upplands runinskrifter 1033

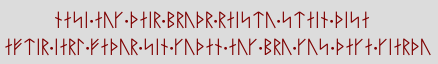
runslingan på U 1033

Upplands runinskrifter 1033  står på en tomt på östra sidan av den gamla sträckningen av landsvägen mellan Storvreta och Vattholma.

## Inskriften
Som på de flesta runstenarna har runorna på U 1033 tidigare varit framhävda med röd färg. Sommaren 2007 var runornas linjer markerade med vit krita. Det finns ingen tavla eller annan märkning vid runstenen.

### Inskriften i runor[1]
(sida A) ᚾᛅᛋᛁ᛫ᛅᚢᚴ᛫ᚦᛅᛁᚱ᛫ᛒᚱᚢᚦᚱ᛫ᚱᛅᛁᛋᛏᚢ᛫ᛋᛏᛅᛁᚾ᛫ᚦᛁᛋᛅ
(sida B) ᛅᚠᛏᛁᚱ᛫ᛁᛅᚱᛚ᛫ᚠᛅᚦᚢᚱ᛫ᛋᛁᚾ᛫ᚴᚢᚦᛅᚾ᛫ᛅᚢᚴ᛫ᛒᚱᚢ᛫ᚴᚢᛋ᛫ᚦᛅᚴᛅ᛫ᚴᛁᛅᚱᚦᚢ

### Inskriften i translitterering
(sida A) nasi auk þair bruþr raistu stain þisa
(sida B) aftir iarl faþur sin kuþan auk bru kus þaka kiarþu

### Inskriften i översättning[2]
(sida A) "Nase och hans bröder reste denna sten"
(sida B) "till minne av Jarl sin gode fader och de gjorde bron till Guds behag."

## Historia
Som nämns i texten stod stenen tidigare nere vid en bro eller ett vadställe över Fyrisån.
Stenen flyttades omkring 1947 några hundra meter till sin nuvarande plats.